# 出血性大腸炎
出血性大腸炎（しゅっけつせいだいちょうえん、英語: Hemorrhagic colitis）は、大腸の感染症の一種。腸管出血性大腸菌や志賀赤痢菌が大腸に感染してベロ毒素（志賀毒素）を産生し、血便を伴う下痢と重篤な合併症を起こす。
なお抗生物質など薬剤の副作用によって薬剤性腸炎が起こることもあるが、ここでは主に感染症による出血性大腸炎について記述する。

## 概要
腸管出血性大腸菌や志賀赤痢菌が大腸に感染しベロ毒素（志賀毒素）を産生することで、大腸に出血、びらん、潰瘍を伴う激しい炎症反応が起こる病気。
どの年齢層にも起こり得るが、特に小児と高齢者に最も多くみられる。出血性大腸炎を起こす最も一般的な腸管出血性大腸菌の株はO157:H7である。O157はもともと健康なウシの腸に生息しているものである。加熱が不十分な牛ひき肉や殺菌されていない牛乳や果汁、また汚染された水を摂取することで集団発生することがある。出血性大腸炎は人から人へ伝染し、特におむつをつけている乳幼児の間で伝染する。
腸管出血性大腸菌や志賀赤痢菌のつくるベロ毒素は大腸の粘膜に著しい損傷を与える。毒素が血流中に吸収されると腎臓などの大腸以外の臓器にも重大な影響を及ぼす。

## 症状
他の腸管感染症と違い、吐き気および嘔吐は見られないことが多く、あっても程度は軽い。痙攣性の激しい腹痛（腸が捻れるような激痛）と水様性の下痢が突然始まり、下痢は24時間以内に真っ赤な血便になることが多い。下痢は通常1〜8日間続く。また、腹痛や下痢の前に悪寒、倦怠感、咳、くしゃみ、鼻水といった風邪のような症状から始まる人もいる。しかし、症状には個人差があり、中には軽症で済む（軽い下痢のみで終わり、血便や発熱がみられない）人もいる。
特徴的な症状は、
血便
初期は血液の混入は少量であるが、次第に増加し、重症例では大量かつ頻回の下血がみられる。下血の回数は1日に30回を超えることもあり、典型的な症例では「糞便成分がほとんどなく、血液そのもの」というような状態で肛門から流れ出るようになる。また、血液だけでなく粘液も混ざることがある（粘血便）。「トマトケチャップのような便」と形容されることも。
発熱
無いか、あっても37℃台の微熱であることが多いが、乳幼児ではまれに39℃以上の高熱になることもある。

### 合併症
稀に腸管合併症として脱肛、虫垂炎、腸重積、腸狭窄、中毒性巨大結腸症、壊死性腸炎がみられることがある。
また、出血性大腸炎を起こした人の約2〜7%に、腸管外合併症として溶血性尿毒症症候群(HUS)という重い合併症がみられる。
下痢などの症状が現れてから数日〜2週間以内にHUSを発症することが多い。
HUSの危険因子としては、
- 乳幼児および高齢者
- 血便、腹痛が激しい症例
- 38度以上の高熱が出る症例
- 自己判断で下痢止めを飲んだ場合

などが挙げられる。
性差としては、男性より女性のほうがHUSを発症しやすいと言われている。
HUSを発症した場合の致死率は1〜5%とされる。
その他の腸管外合併症として播種性血管内凝固症候群(DIC)、血栓性血小板減少性紫斑病(TTP)、肝機能障害、急性膵炎、肺水腫、急性心不全、急性脳症などが報告されている。

## 診断
患者が血便を伴う下痢を訴えた場合は、出血性大腸炎が疑われる。診断をつけるには糞便のサンプルを調べて大腸菌や赤痢菌の菌株を調べる。大腸菌が産生する毒素を検出する便検査を行うこともある。確定診断のため大腸内視鏡検査など他の検査を行うことがある。

## 鑑別疾患
血便を起こす他の疾患例。
- 腸結核、潰瘍性大腸炎、偽膜性大腸炎、虚血性大腸炎、上腸間膜動脈血栓症、腸重積、大腸癌、大腸憩室症、メッケル憩室

## 治療
治療において最も重要なことは水分補給である。大量の体液が失われてしまった場合には輸液で補給する必要がある。下痢止め（止瀉薬）や抗生物質などは溶血性尿毒症症候群を起こすリスクを高めるので、原則使用しない。溶血性尿毒症症候群(HUS)を起こした場合は入院して集中治療を受けることが必要となる。腎透析や輸血が必要なこともある。
穿孔、壊死、虫垂炎、腸重積、中毒性巨大結腸症などを合併した場合は手術が必要な場合もある。